# Bob Arnzen
Robert Louis Arnzen, detto Bob (Covington, 3 novembre 1947), è un ex cestista statunitense, professionista nella ABA e nella NBA.

## Carriera
Venne selezionato dai Detroit Pistons all'ottavo giro del Draft NBA 1969 (103ª scelta assoluta).

## Palmarès
- Campionato ABA: 1

Indiana Pacers: 1973